# کاروانسرای نو (همدان)
کاروانسرای نو مربوط به دوره قاجار - دوره پهلوی است و در همدان، میدان امام، خیابان باباطاهر واقع شده و این اثر در تاریخ ۱۸ اسفند ۱۳۸۷ با شمارهٔ ثبت ۲۵۱۲۵ به‌عنوان یکی از آثار ملی ایران به ثبت رسیده است.